# Kalma repülőtér
A Kalma repülőtér (hangul: 갈마비행장, Kalma pihengdzsang, handzsa: 葛麻飛行場, RR: Kalma bihaengjang) kettős használatú polgári és katonai repülőtér az észak-koreai Vonszanban. A repülőteret eredetileg katonai légibázisnak szánták a koreai háború alatt. 2015-től jelentős átalakításon esett át: egy második kifutópályát és új terminált építettek, a fő futópályát pedig meghosszabbították.